# Рапанашу (Бистрица-Насауд)
Рапанашу (рум. Răpănaşu) насеље је у Румунији у округу Бистрица-Насауд. Oпштина се налази на надморској висини од 487 m.

## Становништво
Према подацима из 2011. године у насељу је живело 3693 становника.